# Wu Zhiqiang
Wu Zhiqiang (en chinois 吳智強, né le 10 avril 1994) est un athlète chinois, spécialiste du sprint.
Avec un record sur 100 m de 10 s 56 datant de 2012, il s'améliore notablement en mai 2017, avec un temps de 10 s 24 à Jinan, ce qui lui permet de faire partie de l'équipe de relais chinoise. Lors du meeting Herculis 2017, son équipe bat les équipes américaines (2), canadienne, française et italienne avec un meilleur temps de 38 s 19, équipe composée également de Xie Zhenye, Su Bingtian et Zhang Peimeng. Lors des championnats du monde à Londres, cette même équipe termine 4e en 38 s 34 après un temps de 38 s 20 en séries.
Il avait remporté le titre lors des Championnats d'Asie d'athlétisme 2015 en tant que participant aux séries, en 39 s 02 (temps meilleur que celui réalisé en finale). Il a été sélectionné pour l'Universiade de 2013 à Kazan, sur 100 m et sur relais.
Le 22 avril 2019, il porte son record personnel à 10 s 18 à Doha pour remporter la médaille de bronze lors des Championnats d’Asie.
En 2021, aux Jeux olympiques de Tokyo, avec ses coéquipiers Tang Xingqiang, Xie Zhenye et Su Bingtian, Wu Zhiqiang remporte la médaille de bronze au relais 4 × 100 mètres.

## Palmarès
| Date | Compétition               | Lieu     | Résultat | Épreuve   | Temps   |
| ---- | ------------------------- | -------- | -------- | --------- | ------- |
| 2017 | Championnats du monde     | Londres  | 4e       | 4 × 100 m | 38 s 34 |
| 2019 | Championnats d'Asie       | Doha     | 3e       | 100 m     | 10 s 18 |
| 2019 | Relais mondiaux de l'IAAF | Yokohama | 4e       | 4 × 100 m | 38 s 16 |
| 2019 | Championnats du monde     | Doha     | 6e       | 4 × 100 m | 38 s 07 |
| 2021 | Jeux olympiques           | Tokyo    | 3e       | 4 × 100 m | 37 s 79 |
| 2023 | Championnats d'Asie       | Bangkok  | 2e       | 4 × 100 m | 38 s 87 |

## Records
| Épreuve | Épreuve   | Temps   | Lieu      | Date         |
| ------- | --------- | ------- | --------- | ------------ |
| 60 m    | En salle  | 6 s 63  | Chengdu   | 12 mars 2021 |
| 100 m   | Plein air | 10 s 11 | Chongqing | 24 juin 2021 |